# Centro Administrativo da Bahia

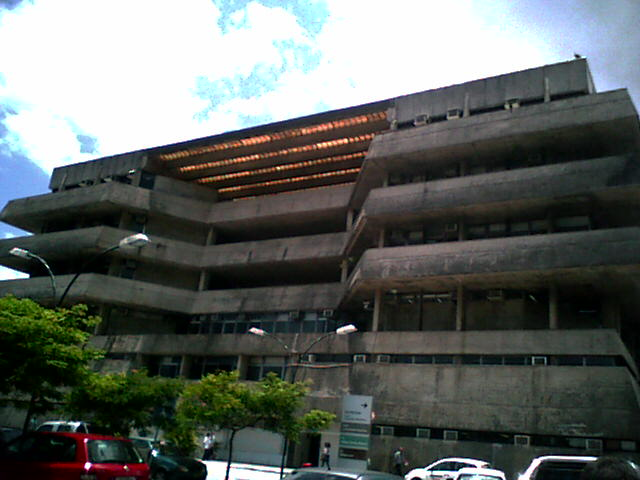
Palácio Luís Eduardo Magalhães da Assembleia.

O Centro Administrativo da Bahia, mais conhecido pelo acrônimo CAB, é um complexo público no qual está localizada parte considerável das secretarias e órgãos do Governo do estado da Bahia. Entre os órgãos instalados no CAB estão a Assembleia Legislativa, o TRE-BA, o Tribunal de Justiça do Estado da Bahia e a Secretaria de Turismo.
Foi implantado no primeiro governo de Antônio Carlos Magalhães, em 1972. Muitos dos edifícios, como os das secretarias, o Centro de Exposições do CAB (1974) e a Igreja do CAB (1975) foram projetados pelo arquiteto João Filgueiras Lima. O traçado viário é de autoria de Lúcio Costa.
As primeiras secretarias a se instalarem no CAB foram a Secretaria do Planejamento, Ciência e Tecnologia e a Secretaria da Fazenda. A implantação do CAB resultou num vigoroso vetor de desenvolvimento da Cidade do Salvador.
A cerca de quinze quilômetros do centro da cidade, por vezes é considerado parte do bairro de Sussuarana, outras vezes é considerado um bairro de fato. A região é cercada de vestígios de Mata Atlântica às margens da Avenida Paralela.

## Circuito de rua

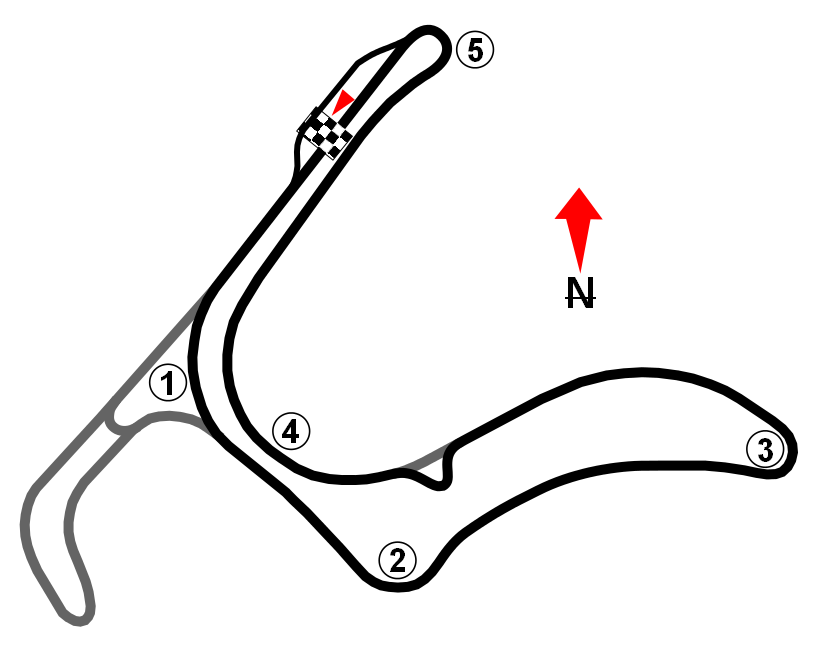
Circuito de rua do CAB, onde realiza-se o GP Bahia de Stock Car Brasil.

E em 9 de agosto de 2009, foi realizada a primeira prova da história da Stock Car em um circuito de rua e no Nordeste: o GP Bahia, nas ruas do CAB.
Para a temporada 2010 do GP Bahia, o circuito sofreu melhorias para comportar os 60 mil espectadores. Estas melhorias foram, sobretudo, medidas para organização do fluxo e acesso à região do CAB. Ainda em 2010, o circuito passou a se chamar "Circuito Ayrton Senna", em homenagem ao brasileiro tricampeão da Fórmula 1. Junto com o novo nome, foi inaugurada um monumento a Ayrton Senna, de autoria do artista baiano Bel Borba.

## Outros fatos
No início da década de 1980, o Centro Administrativo da Bahia foi sede do que foi considerado um grande evento, a visita do primeiro Papa a pisar em solo brasileiro, o papa João Paulo II, em 1982.
Em 10 de julho de 2004, o Centro Administrativo serviu de palco para outro grande evento, a gravação do álbum Esperança da banda religiosa Diante do Trono, com um público de mais de um milhão de pessoas, segundo dados da Polícia Civil da Bahia.

## Entidades presentes no CAB
Atualmente estão presentes 57 órgãos no CAB, sendo eles 50 estaduais, seis federais e um interfederativo, além de um colégio estadual e uma paróquia, bem como duas agências do Banco do Brasil, duas do Sicoob Cred Executivo e uma dos Correios. O CAB conta também o "Monumento à Luis Eduardo Magalhães", em frente Assembleia Legislativa da Bahia. Esse monumento anteriormente ficava na Avenida Paralela, porém precisou ser transferido em virtude das obras de implantação da linha 2 do metrô de Salvador.
Próximo ao CAB, mas já no bairro de Sussuarana, também estão localizados mais seis órgãos federais, sendo eles: Agência Nacional de Mineração (ANM), Companhia de Desenvolvimento dos Vales do São Francisco e do Parnaíba (CODEVASF), Companhia de Pesquisa de Recursos Minerais (CPRM), Departamento Nacional de Obras Contra as Secas (DNOCS), Instituto Nacional de Colonização e Reforma Agrária (INCRA) e a Justiça Federal - Seção Judiciária da Bahia (SJBA/TRF1). Também próximo ao CAB, mas do outro lado da Avenida Paralela, já no bairro de Pituaçu, encontram-se outros dois órgãos estaduais: a Superintendência de Patrimônio do Estado da Bahia (SUPAT), localizada no Horto Alexandre Leal Costa, e a Superintendência dos Desportos do Estado da Bahia (SUDESB), localizada no Estádio de Pituaçu.
Abaixo segue a lista das entidades presentes no CAB:
1ª Avenida
- Agência dos Correios;
- Assembleia Legislativa da Bahia (ALBA);
- Banco Central do Brasil (BCB);
- Instituto Brasileiro do Meio Ambiente e dos Recursos Naturais Renováveis (IBAMA);
- Instituto Brasileiro de Geografia e Estatística (IBGE);
- Tribunal Regional Eleitoral da Bahia (TRE-BA).

2ª Avenida
- Agência do Banco do Brasil;
- Agência do Sicoob Cred Executivo;
- Companhia de Desenvolvimento e Ação Regional (CAR);
- Secretaria da Fazenda (SEFAZ);
- Secretaria da Administração (SAEB);
- Secretaria de Desenvolvimento Rural (SDR);
- Secretaria do Planejamento (SEPLAN);
- Secretaria do Trabalho, Emprego, Renda e Esporte (SETRE);
- Superintendência de Atendimento ao Cidadão (SAC).

3ª Avenida
- Casa Civil (Casa Civil);
- Casa Militar (CMG);
- Colégio Estadual Bolivar Santana;
- Companhia de Engenharia Hídrica e de Saneamento da Bahia (CERB);
- Conselho Estadual dos Secretários Municipais de Saúde da Bahia (COSEMS-BA);
- Consórcio Interestadual de Desenvolvimento Sustentável do Nordeste (Consórcio Nordeste);
- Escritório de Representação do Ministério das Relações Exteriores na Bahia (EREBAHIA);
- Governadoria;
- Ouvidoria Geral do Estado (OGE);
- Paróquia da Ascensão do Senhor;
- Procuradoria Geral do Estado da Bahia (PGE);
- Secretaria de Administração Penitenciária e Ressocialização (SEAP);
- Secretaria de Assistência e Desenvolvimento Social (SEADES);
- Secretaria de Comunicação Social (SECOM);
- Secretaria de Infraestrutura Hídrica e Saneamento (SIHS);
- Secretaria de Justiça e Direitos Humanos (SJDH);
- Secretaria de Relações Institucionais (SERIN);
- Superintendência de Fomento ao Turismo (SUFOTUR);
- Superintendência de Proteção e Defesa Civil (SUDEC);
- União dos Munícipios da Bahia (UPB);
- Vice-Governadoria.

4ª Avenida
- Agência Estadual de Regulação de Serviços Públicos de Energia, Transportes e Comunicações da Bahia (AGERBA);
- Central Integrada de Comando e Controle da Saúde;
- Centro de Operações e Inteligência da Segurança Pública (COI);
- Companhia Baiana de Pesquisa Mineral (CBPM);
- Companhia de Processamento de Dados da Bahia (PRODEB);
- Empresa Baiana de Águas e Saneamento (EMBASA);
- Juizados Especiais Federais da 1.ª Região (JEF/SJBA/TRF1);
- Secretaria da Agricultura, Pecuária, Irrigação, Pesca e Aquicultura (SEAGRI);
- Secretaria da Saúde (SESAB);
- Secretaria da Segurança Publica (SSP);
- Secretaria de Desenvolvimento Econômico (SDE);
- Secretaria de Infraestrutura (SEINFRA);
- Superintendência de Estudos Econômicos e Sociais (SEI);
- Tribunal de Contas do Estado da Bahia (TCE);
- Tribunal de Contas dos Municípios do Estado da Bahia (TCM).

5ª Avenida
- Agência do Banco do Brasil;
- Agência do Sicoob Cred Executivo;
- Instituto do Meio Ambiente e Recursos Hídricos (INEMA);
- Ministério Público do Estado da Bahia (MPBA);
- Polícia Militar da Bahia (PMBA);
- Secretaria da Educação (SEC);
- Secretaria de Ciência, Tecnologia e Inovação (SECTI);
- Secretaria do Desenvolvimento Urbano (SEDUR);
- Secretaria do Meio Ambiente (SEMA);
- Tribunal de Justiça do Estado da Bahia (TJBA).

6ª Avenida
- Agência Reguladora de Saneamento Básico do Estado da Bahia (AGERSA);
- Defensoria Pública do Estado da Bahia (DPE-BA);
- Departamento Estadual de Trânsito da Bahia (DETRAN-BA).